# Trinitat Vella

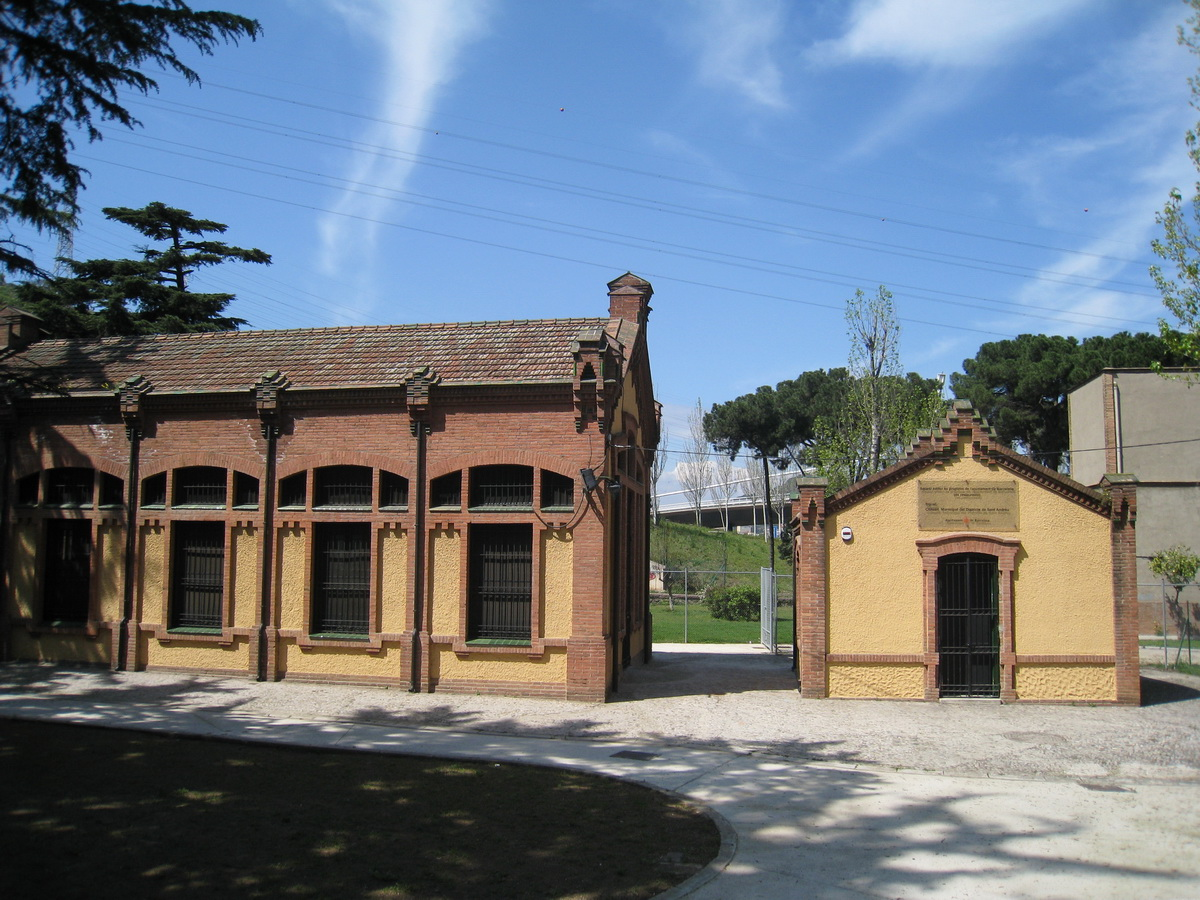
Antiga planta depuradora d'aigües de Montcada per abastir Barcelona. Obra de Pere Falqués del 1915, ubicada al barri

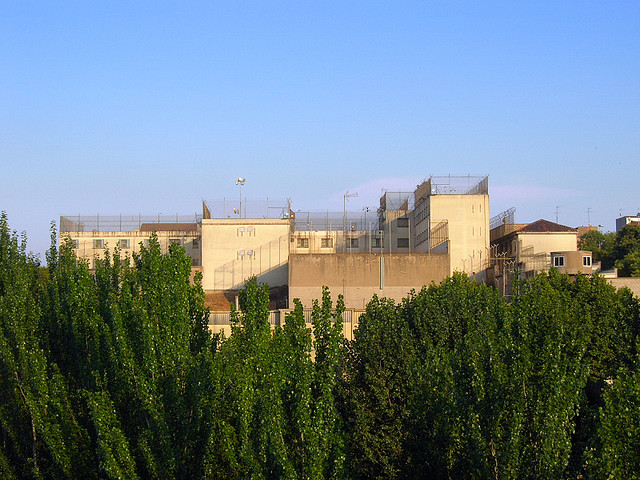
Centre Penitenciari de Joves de Barcelona, antiga presó ubicada a Trinitat Vella.

La Trinitat Vella és un dels barris que conformen el districte de Sant Andreu, a Barcelona. Abans d'esdevenir un barri barceloní era un extrem allunyat del municipi independent de Sant Andreu de Palomar conegut com el Coll de Finestrelles.
Té una superfície de 81 hectàrees i uns 10.500 habitants (2021). Els seus límits actuals són el riu Besòs, la Meridiana i la carretera de Ribes i el passeig de Santa Coloma.

## Història
L'any 1413 fou aixecada la capella de la Trinitat, que fou cremada durant la Guerra del Francès. Cap a 1445 s'hi posaren les forques jurisdiccionals de Barcelona, consistents en tres pedres i unes fustes dretes posades al damunt.
La Trinitat era una zona poc habitada i amb pocs masos, tot i les vinyes que es conreaven a la part alta i que subsistiren fins a la dècada dels cinquanta. Entre 1952 i 1954 les vinyes van desaparèixer per construir-hi blocs d'habitatges i per convertir la part més alta en presó. Pocs anys després, l'expansió de noves vies de circulació separà la Trinitat en dos barris: la Trinitat Nova i la Trinitat Vella. El tren del nord desaparegué el 1960, i un any més tard s'inaugurà el perllongament de l'avinguda Meridiana.
El darrer canvi urbanístic important que ha sofert aquest barri ha estat la construcció del Nus de la Trinitat, l'any 1992, eix i confluència de les rondes que envolten la ciutat de Barcelona.

## Entitats
- Colla de Diables de Trinitat Vella